# Lindsay Davenport
Lindsay Davenport (født 8. juni 1976 i Laguna Beach, Californien) er en amerikansk tidligere tennisspiller, som i slutningen af 1990'erne toppede verdensranglisten. 

## Tenniskarriere
Davenport spillede på WTA-turen fra 1993 til 2010 og vandt i alt 55 turneringer i single og 38 i double. Hun vandt flere grand slam-turneringer,  Australian Open, Wimbledon og US Open i single samt damedouble i French Open, Wimbledon og US Open. Desuden var hun med til at vinde Fed Cup for USA tre gange, 1996, 1999 og 2000.

### OL
Da Davenport første gang deltog ved de olympiske lege i 1996 i Atlanta, havde hun endnu ikke været længere end en semifinale i en grand slam-turnering. Hun deltog i single og var niendeseedet, og i tredje runde besejrede hun den femteseedede tysker Anke Huber. I semifinalen slog hun sin landsmand Mary Joe Fernandez, inden hun i finalen mødte den tredjeseedede spanier Arantxa Sánchez Vicario, som hun besejrede 7-6, 6-2 og dermed vandt guld (Vicario fik sølv og tjekken Jana Novotná fik bronze).
Hun deltog også i OL 2000 i Sydney, hvor hun dog tabte i anden runde, og ved OL 2004 i Athen spillede hun kun damedouble og nåede sammen med Liezel Huber kvartfinalen.

## Videre karriere
Efter at have indstillet sin aktive karriere har Davenport fungeret som ekspertkommentator på tv, og hun har desuden været træner for flere topspillere som Madison Keys.